# Loxosomella lappa
Loxosomella lappa är en bägardjursart som beskrevs av Iseto 2001. Loxosomella lappa ingår i släktet Loxosomella och familjen Loxosomatidae. Inga underarter finns listade i Catalogue of Life.